# 허타이 자동차
허타이 자동차(영어: Hotai Motor, 중국어: 和泰汽車, 병음: Hétài Qìchē)는 대만 타이베이시에 본사를 둔 자동차 중심 대기업이다. 대만에서 가장 큰 자동차 회사이자 두 번째로 큰 가전 회사이며, 가장 큰 금융 지주 회사 중 하나이다. 전통적으로 호타이는 타이완의 4대 대기업 중 하나이며 "빅4" 기업 그룹 중에서 가장 오래된 것으로 간주된다.

## 주요 차종

### 현재 생산 차종
- 토요타 크라운 크로스오버 2023년~현재[2]
- 토요타 C-HR 2017년~현재
- 토요타 프라도 1997년~현재
- 토요타 시에나 2016년~현재

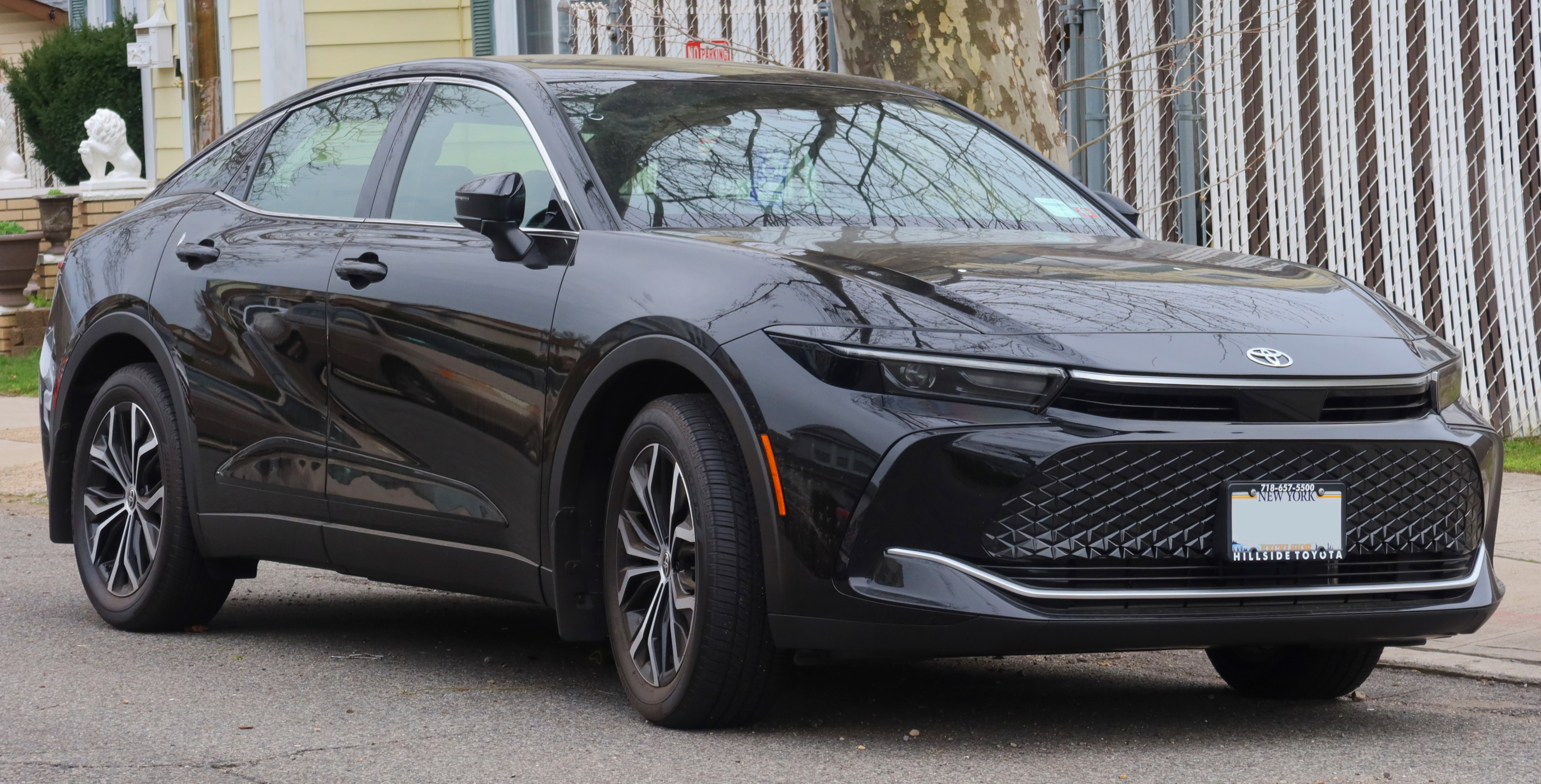
토요타 크라운 크로스오버
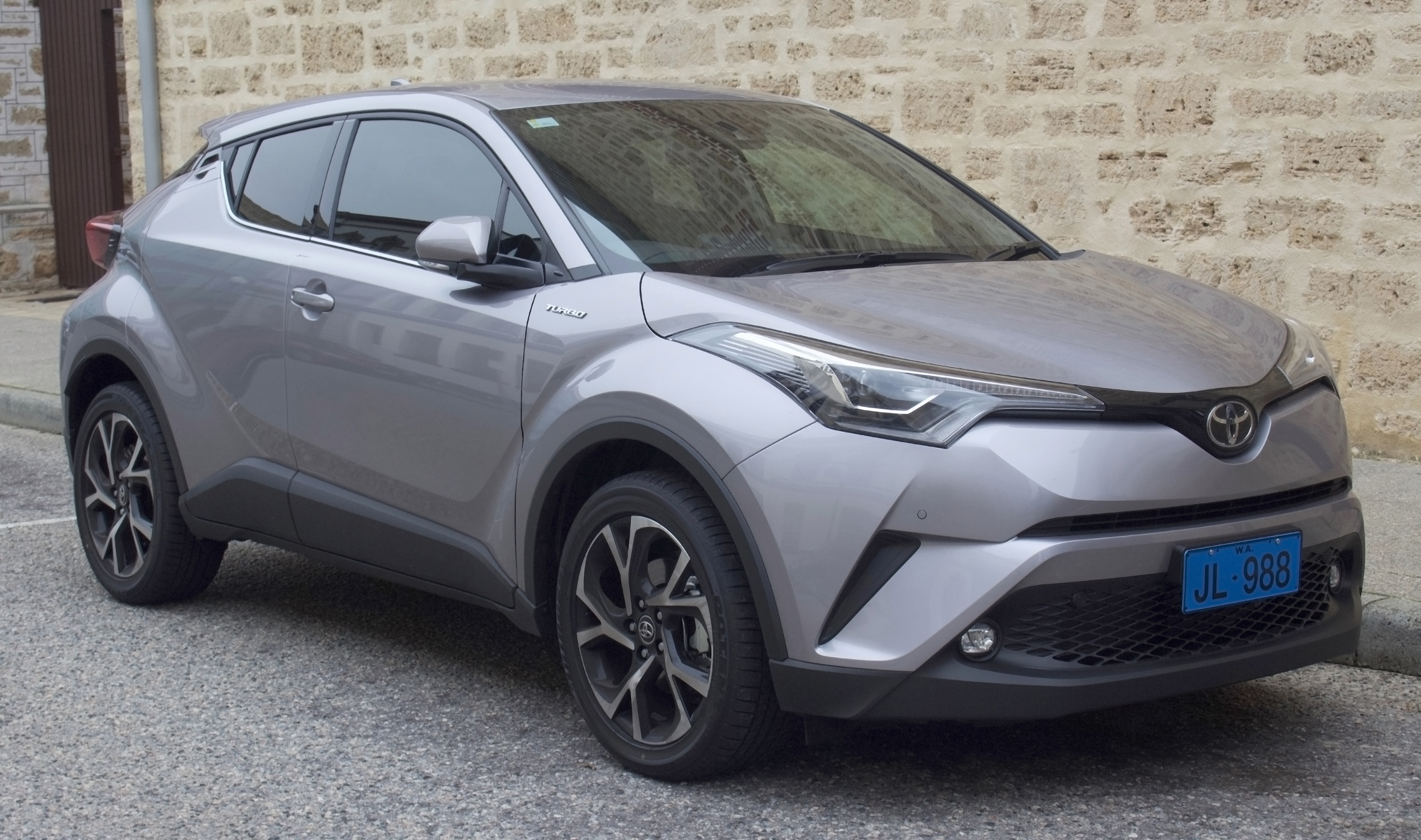
토요타 C-HR
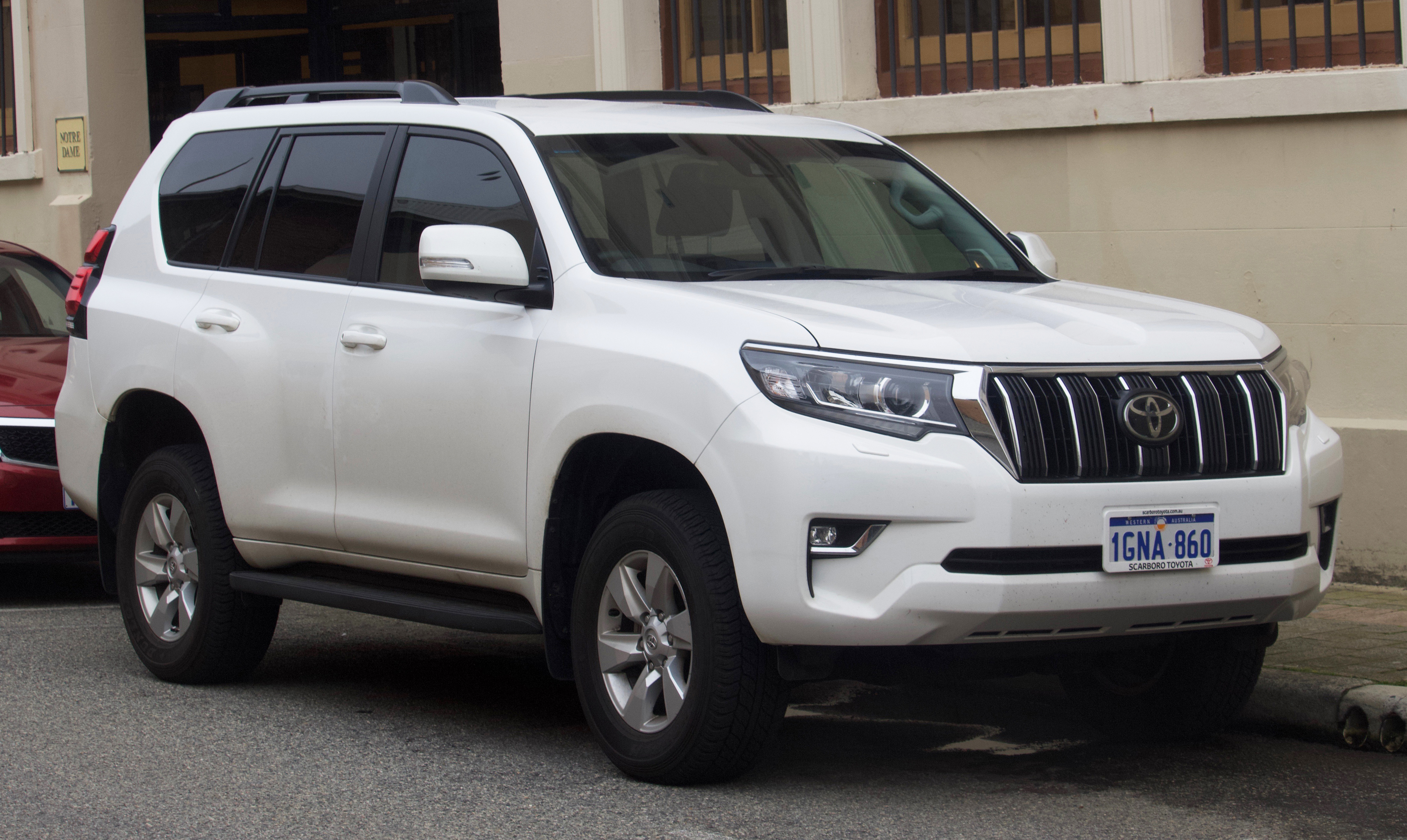
토요타 프라도
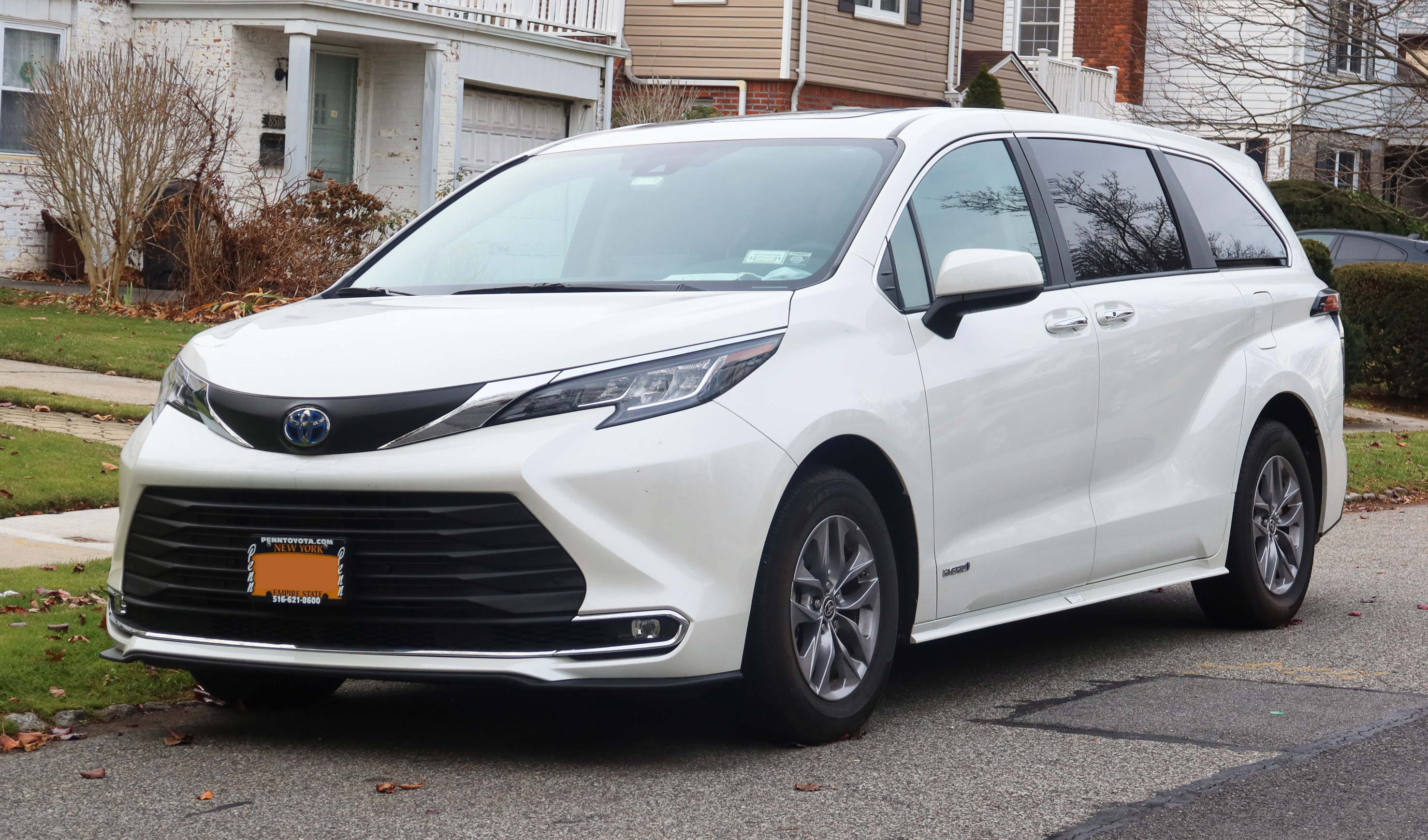
토요타 시에나

### 과거 생산 차종
- 토요타 크라운 1957년~1994년
- 토요타 랜드 크루저 1961년~1997년
- 토요타 스타우드 196년~1976년

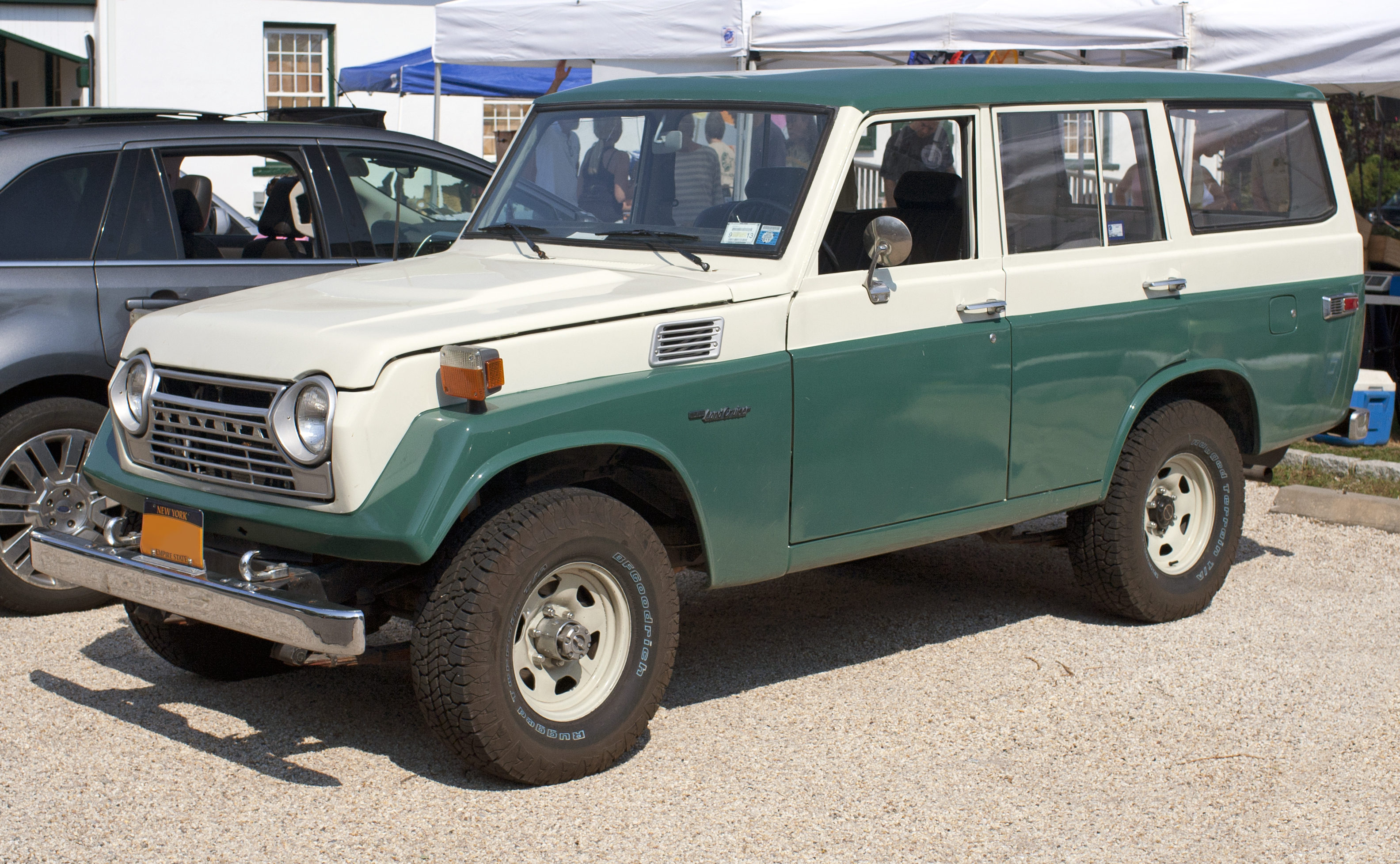
토요타 랜드 크루저
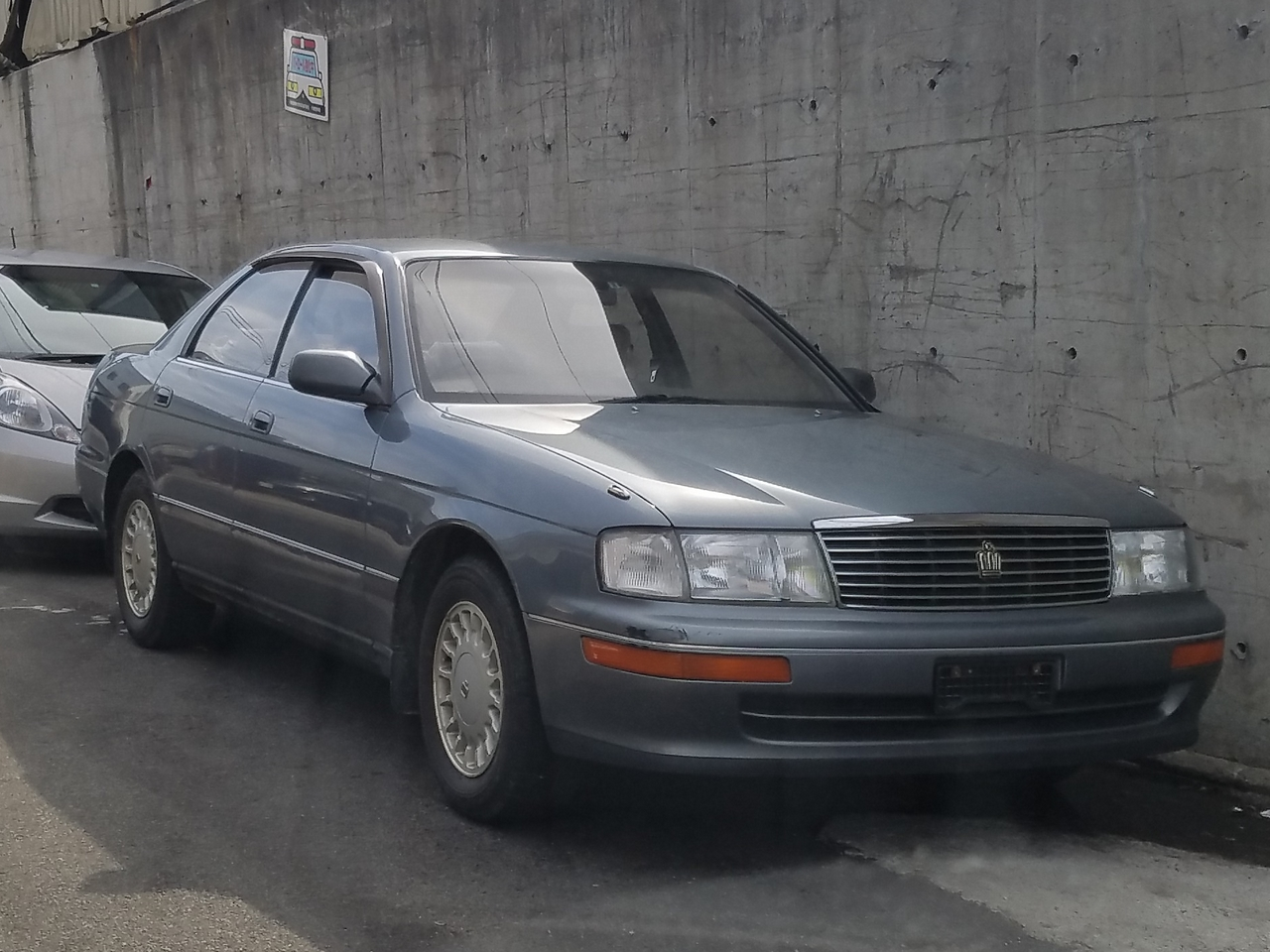
토요타 크라운
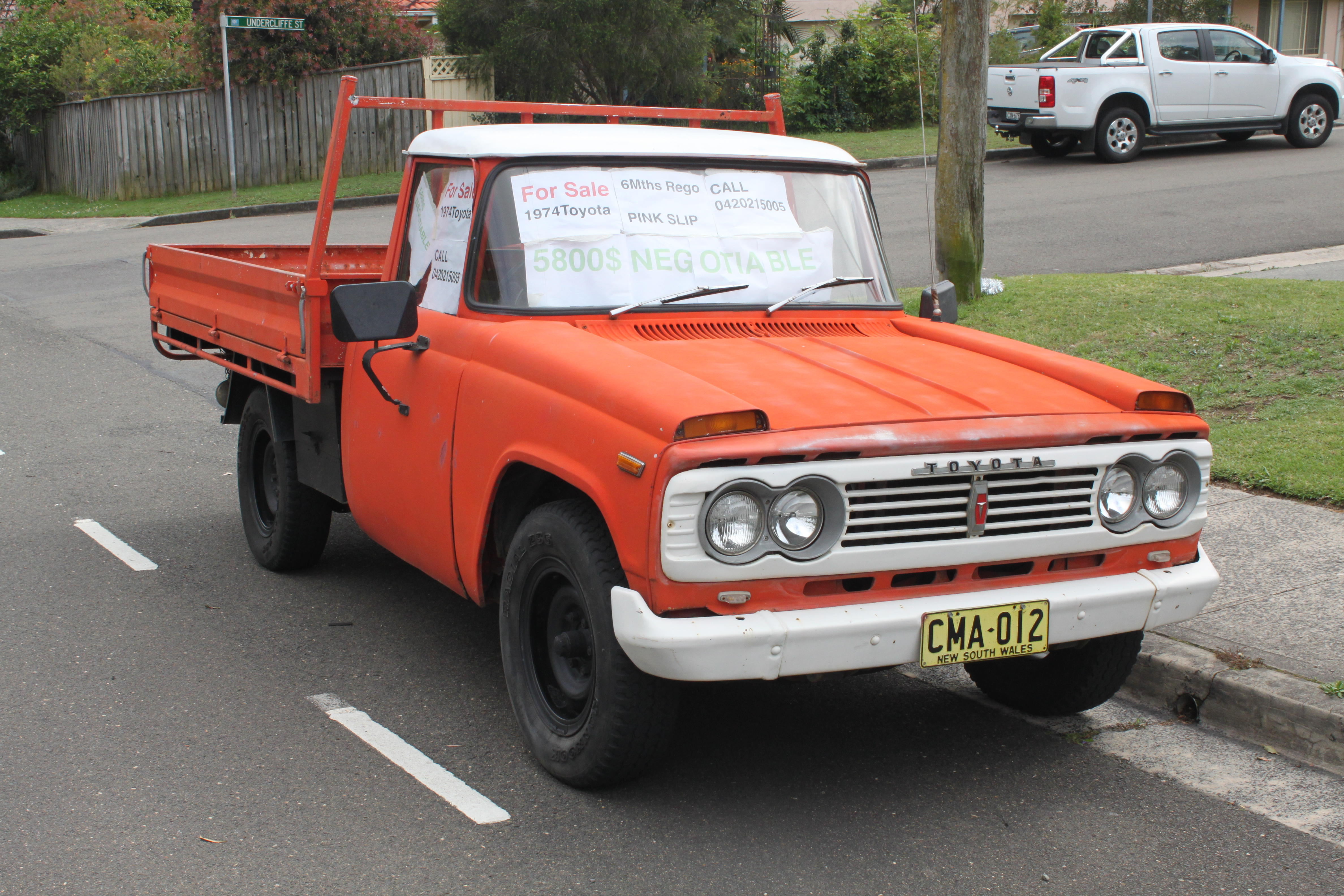
토요타 스타우드